# Gotha G.IV
El Gotha G.IV fue un bombardero pesado usado por el Luftstreitkräfte (Servicio Aéreo Imperial Alemán) durante la Primera Guerra Mundial. Fue el primer gran avión en ser producido en masa.

## Diseño y desarrollo
Las experiencias con el anterior G.III mostraron que el artillero trasero no podía operar eficientemente ambas posiciones dorsal y ventral. La solución de Hans Burkhard fue el túnel Gotha, un canal que conectaba una abertura en la cubierta superior con un gran hueco de sección triangular que se extendía desde el borde de fuga del ala hacia atrás, a lo largo de la parte inferior del fuselaje trasero. El túnel Gotha permitía que el arma dorsal disparara a través del fuselaje sobre blancos por detrás y por debajo del bombardero. Todavía se podía montar una ametralladora ventral de 7,92 mm, y existía provisión para una cuarta ametralladora en un puesto entre las cabinas del piloto y del bombardero, aunque era raramente llevada por la penalización de peso. El G.IV introdujo otros cambios. El fuselaje estaba totalmente recubierto de contrachapado, eliminando el recubrimiento parcial de tela del G.III. Aunque no fue la razón para esta modificación, se observó en ese momento que el recubrimiento de contrachapado permitía al fuselaje flotar por algún tiempo, en el caso de amerizaje. Las quejas por su pobre control lateral, particularmente en el aterrizaje, condujeron a la adición de alerones en el ala inferior.

### Producción
En noviembre de 1916, Gothaer Waggonfabrik recibió un encargo por 35 aviones: este fue posteriormente aumentado a 50 ejemplares en febrero de 1917. Se encargaron otros 80 aviones a Siemens-Schuckert Werke (SSW) y 100 a Luft-Verkehrs-Gesellschaft (LVG). Comparados con los aviones de Gothaer, estos aviones construidos bajo licencia eran ligeramente más pesados y lentos, porque el Idflieg especificó el uso de una estructura reforzada. Para contrarrestar esto, SSW construyó una serie de ejemplares muy modificados, incluyendo uno propulsado por motores tractores en lugar de propulsores, uno con un vano extra añadido a su célula alar, dos con una nueva sección de perfil para las alas y uno con un sobrealimentador; ninguna de estas modificaciones había sido totalmente evaluada al final de la guerra. Los SSW G.IV de producción tardía también incorporaron normalmente las ruedas de morro auxiliares Stossfahrgestell y los servo tabs Flettner desarrollados para el G.V. Respondiendo a un problema diferente, LVG superó la pesadez de la cola en sus aparatos aumentando el aflechamiento de las alas. La producción tardía de SSW y LVG se volvió obsoleta, por lo que muchos aviones fueron acabados como entrenadores con motores de menores prestaciones (Argus As.III o NAG C.III). Los entrenadores construidos por SSW trasladaron los depósitos de combustible desde las góndolas motoras al interior del fuselaje, al igual que en el G.V.

## Historia operacional
En marzo de 1917, el G.IV entró en servicio con el Kagohl 1, que fue renombrado Kagohl 3 al recibir las nuevas máquinas; los G.IV fueron prontamente usados en el Unternehmen Türkenkreuz (el bombardeo estratégico de Londres). Se produjo un retraso cuando las misiones de prácticas revelaron la existencia de rodamientos de motor defectuosos que necesitaron ser reemplazados y que los vientos dominantes eran más fuertes de lo esperado, lo que requería la adición de depósitos de combustible extra. Se encontró que el diseño del sistema de combustible impedía que se vaciaran completamente los depósitos principales, y este problema también tuvo que resolverse. Alrededor de 30 G.IV construidos por LVG fueron equipados con motores Hiero y ametralladoras Schwarzlose de 8 mm para el servicio austro-húngaro. Otro ejemplar fue equipado experimentalmente con cañón Becker de 20 mm para el ataque al suelo. Los Gotha fueron usados en el bombardeo estratégico alemán durante la guerra.

### Desmantelamiento de posguerra
Todos los aviones Gotha supervivientes fueron destruidos de acuerdo con los términos del Tratado de Versalles. La única excepción conocida fue un G.IV de posesión polaca.

## Operadores
Imperio Alemán
- Luftstreitkrafte

 Imperio austrohúngaro
- Luftfahrtruppen

 Países Bajos
- Real Fuerza Aérea de los Países Bajos: sólo un G.IV, forzado a aterrizar en Bad Nieuweschans, Groningen, debido a la destrucción de las hélices sobre Tutjeshut. El avión fue reparado, sólo para accidentarse en el primer vuelo de pruebas dos meses más tarde, en Soesterberg. Dado de baja del registro en 1919, matrícula neerlandesa LA-50 (matriculación en 1917) y G-700 (1918).

 Polonia
- Fuerza Aérea de Polonia: el único G.IV operativo (no. 213/17, más tarde 100/17) fue capturado por las fuerzas polacas durante la Sublevación de la Gran Polonia de 1919.[2] Una vez reparado, el avión se unió al 21. Eskadra Niszczycielska (21.º Escuadrón de Bombardeo) el 30 de abril de 1920. Tras un breve uso operacional en la guerra polaco-soviética del 20 de mayo al 2 de agosto de 1920, el avión resultó dañado el 31 de agosto y fue retirado del servicio.[2] Otro G.IV (606/16) fue cedido a Polonia en 1921 como reparación de guerra, pero no fue usado en combate.[2]

## Especificaciones (primeros ejemplares construidos por Gotha)

### Características generales
- Tripulación: Tres (piloto, artillero de morro, artillero dorsal)
- Longitud: 12,2 m (40 ft)
- Envergadura: 23,7 m (77,8 ft)
- Altura: 3,9 m (12,8 ft)
- Superficie alar: 89,5 m² (963,4 ft²)
- Peso vacío: 2413 kg (5318,3 lb)
- Peso cargado: 3648 kg (8040,2 lb)
- Planta motriz: 2× motor lineal de 8 cilindros refrigerado por líquido Mercedes D.IVa.
  - Potencia: 193 kW (266 HP; 262 CV) cada uno.
- Hélices: 1× bipala propulsora de paso fijo por motor.

### Rendimiento
- Velocidad máxima operativa (Vno): 135 km/h (84 MPH; 73 kt)
- Alcance: 810 km (437 nmi; 503 mi) (6 horas)
- Techo de vuelo: 5000 m (16 404 ft)

### Armamento
- Ametralladoras: 

  - 2-3x Parabellum MG 14 de 7,92 mm
- Bombas: Hasta 500 kg

## Aeronaves relacionadas

### Desarrollos relacionados
- Gotha G.V

### Aeronaves similares
- AEG G.III
- AEG G.IV
- AEG G.V
- Friedrichshafen G.II
- Friedrichshafen G.III

### Secuencias de designación
- Secuencia G._ (bombarderos biplano bimotor armados del Idflieg, para Gotha): G.I - G.II - G.III - G.IV - G.V - G.VI - G.VII →